# Kadim
Kadim též Kaddim (hebrejsky כַּדִּים‎, doslova „Džbány“, podle biblické lokality, 2. kniha královská 10,12 – „Pak se vydal do Samaří. Šel cestou přes Bét-eked pastýřů“, jejíž jméno se uchovalo v názvu nedaleké palestinské vesnice Bayt Qad) byla izraelská osada na Západním břehu Jordánu v distriktu Judea a Samaří a v Oblastní radě Šomron, která byla roku 2005 vyklizena v rámci plánu jednostranného stažení. Kadim se nacházela v nadmořské výšce cca 280 metrů na severním okraji Samařska a Samařské hornatiny, necelé 2 kilometry jihovýchodně od města Džanín, cca 75 kilometrů severně od historického jádra Jeruzalému a cca 65 kilometrů severovýchodně od centra Tel Avivu. Vesnice Kadim byla na dopravní síť Západního břehu Jordánu napojena pomocí lokální silnice číslo 6010, která umožňovala obejít aglomeraci Džanínu a napojit se na silnici číslo 60 – hlavní severojižní dopravní osu Samařska, která pak vedla dále k severu, za Zelenou linii do Jizre'elského údolí v severním Izraeli. Kadim byla izolovanou izraelskou osadou, obklopenou na všech stranách palestinskými sídly. Jedinou další izraelskou osadou v jejím okolí byla malá vesnice Ganim cca 2 kilometry na východě.

## Dějiny
Vesnice Kadim byla založena v roce 1983 skupinou sekulárních aktivistů, kteří zároveň založili nedalekou osadu Sa-Nur. Osada byla navržena výhledově až pro 200 rodin a měla se spolu se sousední osadou Ganim stát jakousi izraelskou protiváhou palestinského města Džanín. Zpočátku šlo o osadu typu "Nachal", tedy kombinace vojenského a civilního osídlení. Ryze civilní obec se z Kadim stala v roce 1984. Tehdy tu žilo 25 rodin. Osada se ale nikdy populačně příliš nerozvinula. Během Druhé intifády byla vystavena častým útokům Palestinců a prohloubila se její izolace. Počátkem 21. století byla navíc obec Kadim ponechána vně Izraelské bezpečnostní bariéry, která v této oblasti vyrostla mnohem blíže k Zelené linii. V srpnu 2005 byl realizován plán jednostranného stažení prosazovaný vládou Ariela Šarona. V jeho rámci měli být z Pásma Gazy a ze severního Samařska staženi izraelští civilní osadníci. V severním Samařsku se to týkalo obcí Ganim, Kadim, Chomeš a Sa-Nur. Plán byl skutečně proveden a všechny čtyři vesnice byly opuštěny. Izraelská armáda si ovšem podržela kontrolu nad oblastmi těchto bývalých osad. Už před evakuací osad vyklidila ale armáda malou základnu, která se nacházela u silnice číslo 6010 mezi osadami Ganim a Kadim.

## Demografie
Obyvatelstvo Kadim bylo v databázi Yesha popisováno jako sekulární. Vesnice trvale zůstala populačně nevýznamnou. Během Druhé intifády se navíc dostavila stagnace a mírný pokles počtu obyvatel, který byl těsně před zrušením osady vystřídán nárůstem. K 31. 12. 2004 zde žilo 142 obyvatel, během roku 2004 se populace obce zvýšila o 10,9%.
| Rok            | 1994 | 1999 | 2000 | 2001 | 2002 | 2003 | 2004 |
| -------------- | ---- | ---- | ---- | ---- | ---- | ---- | ---- |
| Počet obyvatel | 130  | 138  | 148  | 133  | 125  | 128  | 142  |